# خبيئة العساسيف
خبيئة العساسيف هي خبيئة أثرية تضم 30 تابوتاً خشبياً ملوناً بوجه آدمي، يعود تاريخها إلى القرن العاشر قبل الميلاد، وجميعها من الأسرة 22 في مصر القديمة. وقد عثر على الخبيئة في جبانة العساسيف بالبر الغربي بمحافظة الأقصر جنوب مصر في أكتوبر 2019.

## نبذة
ترجع حكاية الخبيئة إلى قيام أحد الكهنة بجمع هذه التوابيت المكتشفة من داخل بيوت الحجر التي دفنت بها، خوفا من سرقة لصوص المقابر لها، ويعود تاريخها إلى القرن العاشر قبل الميلاد، وجميعها من الأسرة 22 في مصر القديمة.
وبحسب أمين عام المجلس الأعلى للآثار المصرية ورئيس بعثة الآثار المصرية العاملة بمنطقة العساسيف في غرب الأقصر، مصطفى وزيري فإن أعمال الكشف عن الخبيئة بدأت في 13 أكتوبر 2019، حيث عثر في اليوم الأول على تابوت واحد وفي المستوى الأول من الكشف وصل العدد إلى 18 تابوتا، قبل أن يتم العثور على الـ12 الأخيرة ليصل مجموع التوابيت المكتشفة إلى 30 تابوتا.

## تفاصيل الخبيئة
تتكون خبيئة العساسيف من 30 تابوتا خشبيا ملونا بوجه آدمي لرجال ونساء منها 3 توابيت لأطفال مختلفة الأحجام. وتعد أول خبيئة توابيت آدمية كبيرة اكتشفت كاملة منذ نهاية القرن التاسع عشر. تدل طريقة صنع التوابيت على المراحل المختلفة في تلك الفترة حيث منها ما هو مكتمل الزخارف والألوان ومنها ما هو في مراحله الأولى للتصنيع. وتدل المناظر المنقوشة على جوانب التوابيت على موضوعات مختلفة منها تقديم القرابين ومناظر من كتاب الموتى، ومناظر لتقديم قرابين للملوك المؤلهين كالملك أمنحتب الأول الذي كان يعبد في الدير البحري، وكذلك عدد من النصوص التي بها ألقاب لأصحاب التوابيت.